# Fukagawa (Hokkaido)
Fukagawa (深川市?, Fukagawa-shi) è una città che ricade sotto la giurisdizione della sottoprefettura di Sorachi. È situata nella zona centrale della prefettura di Hokkaidō, in Giappone.
È uno dei shitamachi (下町) o “città di sotto”, che si riferiscono alla zona a est/sud di Tokyo, lungo il fiume Sumida e inoltre indicano il popolo, la gente che sta in basso, contrapposto a yamanote, a nord, la zona dove si trova il palazzo imperiale e dove viveva la corte dell’imperatore.

## Storia
Fukagawa prende il nome dal suo fondatore, Fukagawa Hachirozaemon. Originariamente, le parti di Fukagawa sotto il fiume Eitai (escluso Etchujima) erano parte del mare, ma Hachirozaemon le interrò con delle discariche, rendendone possibile lo sviluppo.
Dopo aver perso circa il 60% della città nel grande incendio di Meireki del 1657, lo shogunato ordinò che i templi buddisti sulla riva orientale del fiume Sumida, e su entrambe le sponde nord e ovest del fiume Onagi, venissero trasferiti. All'epoca, quest'area era occupata principalmente da pescatori, con una popolazione di poco più di mille individui. Nel 1695 divenne ufficialmente la città "Fukagawa-Sagamachi".
A Sagamachi si trovavano molti granai che immagazzinavano riso e cereali e il distretto fu un centro importante per il commercio di cereali fino alla seconda guerra mondiale. Successivamente la costruzione di ponti lungo il fiume Sumida (che prima erano stati proibiti per motivi di sicurezza) consentì un maggiore e più facile accesso all'area. Sagamachi divenne quindi una porta per le vicine città di Monzen-machi e si sviluppò un quartiere a luci rosse.
Nel 1947, Fukagawa fu incorporata nella regione del Kōtō, insieme a Suginami.